# Port Byron (Illinois)
Port Byron è un villaggio degli Stati Uniti d'America, situato nello Stato dell'Illinois, nella contea di Rock Island.